# Совесть
Со́весть — психический (когнитивный) процесс, вызывающий эмоции и рациональные ассоциации, основанные на моральной философии или системе ценностей личности. Чувство нравственной ответственности за своё поведение перед окружающими людьми, обществом.
Зачастую совесть является причиной появления чувства вины или «угрызений совести», раскаяния, когда человек совершает поступок, противоречащий его моральным ценностям. Моральные ценности индивида и их несоответствие семейным, социальным, культурным и историческим представлениям о морали служат предметом изучения в психологии. Степень, в которой совесть определяет суждение о моральной стороне действия перед его совершением, и вопрос о том, основаны ли (или должны быть основаны) такие моральные суждения на разуме, породили споры в философии. Они представлены в сопоставлении теорий современных западных философов с теориями философов периода романтизма и других идейных направлений, появившихся с конца эпохи Возрождения.
В религиозных представлениях совесть обычно рассматривается в связи с моралью, присущей всем людям, исходящей от благотворной Вселенной и/или божественной сущности. Различные особенности той или иной религии, связанные с ритуалами, мифологией, доктринами, правом и так далее, не обязательно согласуются с эмпирическими, эмоциональными, духовными или созерцательными соображениями о происхождении и функционировании совести. Общепринятые светские или научные взгляды рассматривают способность к совести как, вероятно, генетически детерминированную, а её формирование у субъекта — как воздействие на него окружающей культуры.
По мнению австрийского психолога и философа Виктора Франкла совесть — это «доморальное представление о ценностях, которое предшествует
любой конкретной морали».
Обычно используемой метафорой для совести служит определение «внутренний голос», восходящее к философии Сократа, для которой характерно использование термина «даймоний» (внутренний голос, который в решающий момент предостерегает человека от совершения поступка, угрожающего его благополучию).
Совесть является понятием в национальном и международном праве (например, свобода совести). Она послужила темой для многих выдающихся произведений искусства, включая литературу, музыку и кинематограф.

## Этимология
В русском языке XI—XVII веков известно слово «съвѣсть» со значениями «совесть, разумение,
понимание, знание, согласие, указание, чистота». В таком виде оно появляется в словаре Берынды 1627 года, форма «совѣсть» зафиксирована с 1704 года. Происходит от церк.-слав. съвѣсть, которое построено как калька от ср.-греч. συνειδησις («совесть, сознание») и συνειδος («совесть, сознание, совместное знание»). Образовано с помощью суффикса «-ть» от основы глагола *съвěдěти («знать, разуметь»).

## Возникновение совести
Проблема формирования совести занимала многих философов прошлого. Средневековый богослов Фома Аквинский связывал происхождение совести с синдерезисом – врожденной способностью разума к моральному осмыслению действительности. В античной философии Аристотель рассматривал сходное понятие – фронезис, обозначавший практическую мудрость, позволяющую человеку верно оценивать обстоятельства и поступать добродетельно. Оба мыслителя подчеркивали, что совесть основывается на способности разума к нравственной оценке и выбору правильных действий. 

### Эволюционная теория
Эволюционистская теория объясняет развитие совести через психологические и социальные условия человеческого существования. Её аргументация сводится к следующему: эгоистические действия, причиняющие вред другим, вызывают осуждение, тогда как альтруистические, приносящие пользу, получают одобрение. Со временем, когда связь между альтруизмом и одобрением закрепляется через наследственную передачу, изначальная обусловленность этих оценок забывается, и эгоизм начинает осуждаться, а альтруизм — восхваляться как безусловные категории. Это различие активно прививается детям посредством повторения и системы поощрений и наказаний, формируя устойчивую ассоциацию: эгоизм связан со злом и осуждением, а альтруизм с добром и одобрением. Чарлз Дарвин в "Происхождение человека и подбор по отношению к полу" разделяет данную трактовку, однако предлагает несколько иную интерпретацию происхождения угрызений совести. Согласно его концепции, человеку изначально присуще стремление заботиться о других. Когда под влиянием эгоистических побуждений индивид не подчиняется этому импульсу (например, отказываясь помочь попавшему в беду), последующее яркое представление о чужом страдании реактивирует подавленное альтруистическое стремление. Неудовлетворённость этой нереализованной потребности в помощи, столкнувшись с осознанием собственного бездействия, порождает болезненное переживание - те самые мучительные укоры совести. Таким образом, Дарвин акцентирует когнитивно-аффективный механизм возникновения нравственных терзаний: повторное мысленное воспроизведение ситуации с активизацией подавленного альтруистического импульса создаёт психологический диссонанс, субъективно переживаемый как угрызения совести. Прочность этой ассоциации создаёт иллюзию её извечности и неизменности. Однако, согласно эволюционистам, альтруистическое действие и его моральная оценка имеют разное происхождение. Альтруизм унаследован от животных предков, а его одобрение возникло на определённой ступени культурного развития и закрепилось как привычка. Аналогично, эгоизм как врождённое качество стал осуждаемым лишь в процессе формирования этих социальных норм. Человек, привыкший оценивать поступки других, переносит эти критерии на себя, испытывая удовлетворение от альтруистических действий и раскаяние — от эгоистических. При этом самоудовлетворение возникает непосредственно в момент действия, а угрызения совести проявляются постфактум. Таким образом, утверждают эволюционисты, формируются феномены, которые мы называем совестью.
Философ Патриция Черчленд утверждает, что «у людей не было бы четкой моральной позиции, если бы они не были социальными существами». Наличие совести, по мнению Черчленд, связано с эволюционным развитием нейробиологических механизмов, адаптированных к жизни в социуме, и в большинстве случаев оценка правильности или неправильности поступков основывается на эмоциональных реакциях и личных умозаключениях. Подобные оценки, как правило, воспроизводят «некоторый стандарт группы, к которой человек чувствует себя привязанным». Трактовка совести в качестве нейробиологической способности усвоения общественных правил противостоит классическим философским воззрениям на природу морального различия добра и зла. Также Черчленд приводит наблюдения за поведением приматов, в частности шимпанзе, демонстрирующих прототипы совестливых поступков. Эти модели поведения, изученные приматологом Франсом де Ваалем, включают кооперацию для реализации коллективных задач, совместное потребление пищи, заботу о детёнышах-сиротах и проявление сочувствия при утратах. По мнению Черчленд, подобные примеры свидетельствуют о глубоких эволюционных корнях человеческой совести.
С позиций эволюционной биологии, как отмечает теоретик Брет Вайнштейн, возможность моральных дискуссий сама по себе имеет социальную функцию. По его мнению, значительная часть моральных норм (запрет на предательство друзей или оставление детей) сформировалась под воздействием естественного отбора, способствуя оптимальному функционированию человеческих сообществ. Подобным образом действуют и иные принципы (такие как нормы взаимности) - люди обладают глубокой, врожденной убежденностью в необходимости ответных действий на оказанную помощь.
Согласно антропологическим исследованиям, истоки совести прослеживаются в эпохе, когда древним людям потребовалось координировать усилия для охоты на крупных животных. Коллективная охота становилась вопросом выживания - без совместных действий добыча достаточного количества пищи оказывалась невозможной. Только объединённые усилия позволяли получить мясо, способное прокормить группу в течение продолжительного времени. В таких условиях сотрудничество превращалось в жизненную необходимость, а те, кто уклонялся от участия в общей работе, лишались равной доли добычи. Это требовало развития механизмов учёта вклада каждого члена группы, а также системы поощрения активных участников коллективного труда. С психологической точки зрения, эмоциональная система человека устроена таким образом, что психически здоровые индивиды испытывают удовлетворение от бескорыстных добрых поступков. Они способны к эмпатии, чувству гордости за качественно выполненную работу и обострённому восприятию справедливости. В то же время бездействие или неэффективность вызывают у большинства людей негативные переживания - от чувства вины и стыда до опасений за собственную репутацию.

### Интуитивная теория
Интуитивизм основывается на представлении о совести как врождённом качестве человеческой природы, не выводимом из иных составляющих. Данное направление, не отвергая процесс развития совести и её зависимость от историко-культурного контекста, рассматривает её как фундаментальное, изначально присущее человеку свойство духа. Кант трактует категорический императив как априорный нравственный закон, обладающий всеобщностью и необходимостью. Однако, поскольку философ признаёт, что "нравственный закон ведет путем понятия о высшем благе, как объекта и цели практического разума, к религии, т. е. к признанию, что все обязанности должны быть рассматриваемы как божественные заповеди не в смысле санкций, а в смысле существенных законов всякой свободной воли", кантовскую версию интуитивизма допустимо рассматривать в рамках общей парадигмы, интерпретирующей совесть как непосредственное проявление в человеке нравственного мирового порядка или высшего существа. 
Интуитивистская теория обладает определенным превосходством над эволюционистским подходом. Признавая врожденный характер совести, интуитивизм избавляется от необходимости выводить её из чуждых ей элементов. Не отвергая развития проявлений совести и её связи с культурными феноменами, данная теория, по всей видимости, способна объяснить объективную и безусловную природу совести, соотнося её с человеческой сущностью и нравственным миропорядком, однако достоинства этой теории не столь значительны, как может показаться первоначально. Если трактовать совесть как отражение высшей воли, нравственности вновь придаётся случайный характер, хотя и в ином смысле, нежели в эволюционистской теории. В таком случае добро оказывается добром не в силу своей внутренней природы, а потому, что представляет собой божественное веление, — тем самым нравственность утрачивает автономный статус и становится зависимой от теологии. Если же утверждать, что добро есть выражение человеческой природы, что оно априорно, то есть в определённом смысле врождённо, тогда добру (и его индикатору — совести) придаётся субъективный характер, что порождает вопрос об их объективной значимости. так как из априорности (или врождённости) следует лишь необходимость существования данного понятия, но не его объективная истинность: можно допустить существование врождённого понятия, лишённого какого-либо объективного содержания. 

## Совесть как психологическая проблема
Независимо от объяснений природы и возникновения совести существует и чисто психологическая проблема, состоящая в описании различных видов совести и различных её проявлений и в указании тех психических элементов, из которых вырастает совесть.
Напрасно мы стали бы искать в животном мире явлений, аналогичных явлениям совести (натуралисты утверждают противное и приводят любопытные факты; см. например Houzeau, «Etudes sur les facultés mentales des animaux comparées à celles de l’homme», 2-й том, стр. 280 сл.).
Психология детского возраста может показать, как слагается в душе ребёнка совесть и понятие о ней. Как основа совести может рассматриваться чувство стыда. Совесть есть только развитие стыда, утверждает Вл. Соловьев (см. «Оправдание добра»), и с ним вполне согласен Сикорский (см. «Всеобщая психология», стр. 270:. «Совесть есть филогенетический плод развития человечества и соответствует не личному опыту индивидуума, но вековому нравственному опыту поколений. Путём сложной дифференцировки чувство стыда поднялось до высоты чувства совести»). Дети в весьма различной степени одарены стыдливостью; точно так же различно действуют на них пример, воспитание и среда (об этом см. Сэлли, «Психология детства»).
Психологический материал, доставляемый наблюдениями над детьми, пополняется этнографическим материалом. Этнография показала, что взгляд на дикарей, как на людей, лишённых всяких нравственных понятий, неправилен. Этого взгляда держится Мюнстерберг («Ursprung der Sittlichkeit»); но стоит только с некоторым вниманием прочесть сочинения знаменитых путешественников, чтобы убедиться, что не только у различных племён различное понимание нравственных понятий, но у некоторых племён, стоящих на весьма низкой культурной ступени, относительно высоко понимание нравственности, и наоборот. Так, например, Томсон в своём сочинении о племени Массаи говорит, что народ Вакавирондо хотя и ходит совершенно нагим, но имеет весьма высокую нравственность и очень стыдлив. Массаи также высоко ценят стыд и стыдливость, ибо mulierum gravidam, neque alicujus viri matrimonium tenenteminterficiunt Massai quum primum patet eam concepisse. В Азии встречаются племена, стоящие на низкой ступени культуры, но с превосходными нравственными качествами, правдивостью, добротой и т. д. (ср. О. Flügel, «Das Ich und die sittlichen Ideen im Leben der Völker»). Таким образом, поставить в непосредственную связь высоту нравственного понимания с высотой культуры вообще и сказать вместе с Гельвецием, что добродетель и счастье народов зависят от хороших законов, нет никакой возможности.
Весьма богатый материал для психологии доставляет криминология. Деспин (Despine, «Psychologie naturelle», Париж, 1868) первый подробно исследовал явления совести у преступников. Процесс разложения совести бросает ещё более яркий свет на её природу, чем процесс сложения её. После Деспина об этом предмете писали весьма многие, например, Koppe («Les criminels», 1889), Эллис («The criminal», 1890), Ломброзо и его последователи. У Лебона и Тарда можно найти указания о совести толпы. Наконец, одичалые люди и выродившиеся народы (см. R auber, «Homo sapiens ferus», Лпц., 1885) представляют также большой интерес для анализа совести. Некоторые явления совести, например, угрызения совести, были всегда любимой темой для поэтического изображения (напр Макбет Шекспира). Очень хорошо об угрызениях совести замечает Даниель Стерн (Графиня д’Агу): «Угрызения нашей совести прямо пропорциональны добродетелям, которые в нас ещё живы, а не нашим порокам». Психологическое исследование совести может быть дополнено историческим, то есть указанием на то, как понимание совести в различные времена менялось. В этом отношении в книге L. Schmid’a, «Die Ethik d. alten Griechen», можно найти очень любопытные указания и пример, как следовало бы анализировать и средневековую историю, и историю нового времени. Такое исследование должно бы иметь в виду не теоретическое рассмотрение вопросов этики, а реальную этическую жизнь народов и изменение воззрений на конкретные вопросы жизни. Материалы для такой истории существуют в изобилии; имеются и попытки их систематизации: см., например, Lecky, «History of european morals from Augustus to Charlemagne» (Нью-Йорк, 1879); его же, «Geschichte d. Ursprungs und Einflusses der Aufklärung in Europa» (Лпц., 1873); H. v. Eicken, «Geschichte und System d. mittelalterlichen Weltanschauung» (Штутгарт, 1887); H. Reuter, «Geschichte der religiösen Aufklärung im Mittelalter» (Берлин, 1875); A. Desjardins, «Les sentiments moraux au XVI siècle» (Пар., 1887).

## История философских учений о совести
Представить историю философских учений о совести нелегко, потому что трудно выделить совесть из связи с другими этико-религиозными понятиями. Ближайшим образом понятие совести связано с понятиями свободы и греховности; только там, где есть сознание свободы и греховности, и можно искать анализ совести.

### Античность
В древней греческой философии нет слова для обозначения понятий совести и греховности. Термин συνείδησις, как существительное, впервые появляется у стоиков. Само собой разумеется, что само явление совести и ранее служило предметом анализа и изображения, например, у трагиков.
Демон Сократа также имеет отношение к понятию совести, хотя указания демона касались не столько нравственной оценки поступков, сколько их внешнего успеха, и поэтому более напоминают предсказания оракула, чем голос совести. Из стоиков в особенности Сенека указал на чистоту совести, как на источник самоудовлетворенности, и на укоры совести, как на наказание за проступки. Сенека и Эпиктет указывают на важность показаний совести и на относительно малое значение мнения ближних.
Греки подметили и то, что совесть — не всегда непреложный указатель правильного пути, что существуют и ошибки совести; но только в христианстве дана почва для учения о совести.
В посланиях апостола Павла мы встречаемся с анализом совести; так, например, в послании к Римлянам, XIII, 5, апостол Павел рекомендует послушание властям не только из страха наказания, но «и ради совести». Он признает рост совести и различает ступени совести (греч. συνείδησις έαυτοΰ и греч. συνείδησις έτέρου), причём не только разумеет под совестью явление религиозной жизни, но прямо ставит её в связь с практическими целями нравственности.
Позже догматические вопросы заслоняют этические, и о совести мы встречаем у первых отцов церкви лишь изредка упоминание, причём совесть рассматривается главным образом как элемент религиозной жизни.
Иоанн Златоуст первый заговорил о свободе совести; он неоднократно изображал неподкупного судью и указывал, что совесть — достаточный путеводитель для достижения добродетели.
Некоторый анализ явлений совести можно найти и у Пелагия, и у противника его, блаженного Августина; но их главный интерес вращается не около вопроса о совести.

### Средние века
В Средние века в схоластической литературе совести отводится значительное место, но не столько общему вопросу о природе совести, сколько казуистическому решению частных случаев. Духовнику на исповеди приходилось решать различные вопросы жизни и разрешать различные сомнения. Вследствие этой практической потребности появились казуистические толкования (различные Summae, например, Artesana, Angelica), которые не всегда служили развитию нравственности, а часто прямо-таки затемняли и засоряли совесть. На этой почве впоследствии развилась мораль иезуитов, описанная Паскалем и др.
Наряду с анализом casus conscientiae шло теоретическое обоснование этических вопросов, в согласии с основными понятиями христианского миросозерцания; древнее учение о четырёх добродетелях получает более глубокое обоснование, которое необходимо приводить к рассмотрению вопроса о совести.
В практических руководствах, рассматривающих различные житейские случаи и коллизии чувства долга с наклонностями, совесть изображена как изменчивое и условное начало; для объяснения этого начала схоластики придумали незыблемую основу, которую и обозначили словом синдерезис, в отличие от изменчивой conscientia. Это различение с полной ясностью выражено у Фомы Аквината. Фома считает совесть (в смысле синдерезиса) не потенцией, а основным свойством (греч. εξις, лат. habitus), из которого проистекают принципы человеческой деятельности, как из разума — принципы умозрения. Синдерезис представляет собой врождённый орган нравственных принципов, на который опирается всякое нравственное суждение. Напротив того, conscientia есть сложная деятельность, акт, свидетельствующий о совершенных уже поступках.
Подробный анализ совести согласно принципам Фомы Аквината мы находим у Антонина из Флоренции (1389—1459) и у Герсона, различающего безошибочный синдерезис от conscientia, суждения которой часто оказываются ложными. В этом схоластическом учении следует видеть начало того разногласия, которое существует и поныне и которое мы отметили выше в двух различных взглядах на возникновение совести.

### Эпоха реформации
Эпоха реформации устранила схоластическую философию; вместе с тем исчезло и учение о двойной совести (синдерезис и консциенция). Эта эпоха выдвинула живую личность и заговорила о правах совести; но сначала реформация лишь разрушала учение схоластики, не созидая стройной системы этических понятий. Некоторый психологический анализ можно найти, однако, у Меланхтона, сравнивающего совесть с практическим силлогизмом, в котором большая посылка — божественный закон, а меньшая — частный случай применения этого закона. Возникновение полной системы этики в духе реформации было необходимостью, и Будде, Мосгейму и другим пришлось вновь считаться с теми различиями, которые были установлены в учении Фомы Аквинского.

### Эпоха просвещения
Эпоха просвещения отодвинула догматические вопросы на второй план и выдвинула вопросы нравственного характера. Не религия и не вера суть основы нравственности, а, напротив, нравственность есть путь, ведущий к религии. Добродетель и счастье — основы нравственности; но в то же время и совести отводится видное место и ей приписывается непреложность. Главное приобретение этой эпохи заключается не в философском анализе совести, а в понятии свободы совести. Эта свобода провозглашается как принцип, из которого вытекает требование веротерпимости.
Значение и завоевания эпохи просвещения весьма велики, но, выдвигая идею индивидуальности и субъективизма, философы просвещения (Гетчисон, Юм, Руссо) не могли объяснить всеобщности и необходимости решений совести. Решение этого вопроса принадлежит Канту и его последователям. Кант требует подчинения внутреннему судилищу, которое присуще человеку, а не приобретено им. Это судилище имеет безусловную достоверность; ошибки совести невозможны. Фихте в «Sittenlehre» ещё решительнее высказывается в том же духе. «Если возможно поведение, согласное с долгом, то должен существовать абсолютный критерий истинности нашего убеждения, относящегося к долгу. Известное убеждение должно быть абсолютно истинным, и мы на него должны опереться ради долга… Этот критерий есть чувство истины и достоверности. Это чувство никогда не обманывает, ибо оно существует лишь при полном согласии нашего эмпирического и чистого „я“, а чистое „я“ и есть наше истинное бытие. Совесть есть не что иное, как непосредственное сознание нашего определённого долга». Итак, в учении Фихте, признающего кантовское разделение эмпирического и трансцендентального «я», а вместе с тем и двойную Совесть, совершенно меняется отношение прирождённой совести к эмпирической, встречаемое в схоластической философии.
Схоластика главным образом занималась ошибками совести и признавала лишь scintilla, то есть слабую искру божественного света в человеке. В немецкой идеалистической философии эта искорка разгорается в яркий внутренний свет, уничтожающий возможность ошибок.
Гербарт и Шопенгауэр уделяют большое внимание явлениям совести, но стараются рассматривать это явление с психологической точки зрения, устраняя по возможности религиозные и философские элементы.

### Новейшая философия
В новейшей философии эволюционизм, став на естественнонаучную точку зрения и отбросив схоластические разделения совести на эмпирическую и трансцендентную, занялся выяснением причин возникновения совести. Весьма много интересных замечаний о происхождении и природе совести можно найти у Ницше, в его «К генеалогии морали». Ницше согласен с точкой зрения эволюционизма, но не согласен с объяснением, которое даётся эволюционизмом возникновению совести. С философами просвещения Ницше сходится в ненависти к религиозной морали. Однако, несмотря на свои симпатии к эволюционизму и к философии просвещения, Ницше вновь вводит учение о двойной совести, различая мораль господ от морали рабов. Несмотря на всю его показную симпатию к морали господ, кое-где прорывается и прямо противоположное чувство. Двойная мораль, конечно, ведёт к отрицанию морали вообще; этот вывод мы находим в «Новом учении о нравственности» Менгера, где говорится, что сила и нравственность по существу совпадают: нравственность есть приспособление к соотношениям социальных сил, а Совесть есть страх перед дурными последствиями противодействия в приспособлении к соотношениям социальных сил.
Совесть — врождённое чувство, которое сродни чувству стыда. Совесть не эволюционирует с возрастом и не изменяется после вхождения человека в общество. Но общественные отношения влияют на разум и позволяют ему манипулировать Совестью, «прятать» её. Но Совесть постоянно напоминает о себе своими угрызениями. Совесть является единственным мерилом верности принятия решений. И в дальнейшем, общество вынуждено будет воспитывать подрастающие поколения таким образом, чтобы Совесть являлась главенствующим Законом для Разума. В противном случае, обществу, где нормой является игнорирование чувства совести — грозит приближающаяся гибель…

## Угрызения совести
Снижение самооценки, известное в просторечии как «угрызения совести» иногда становятся причиной суицида. Генерал армии А. В. Горбатов, в конце 1930-х прошедший сталинские лагеря на Колыме, описывает подобный случай:

Моим соседом по нарам был в колымском лагере один крупный когда-то работник железнодорожного транспорта, даже хвалившийся тем, что оклеветал около трёхсот человек. Хотя я не скрывал крайнего нерасположения к этому теоретизирующему клеветнику, тот почему-то всегда старался завести со мной разговор. Меня это сначала злило; потом я стал думать, что он ищет в разговорах успокоения своей совести. Но однажды, будучи выведенным из терпения, сказал ему: 

— Ты и тебе подобные так сильно запутали клубок, что распутать его будет трудно. Однако распутают! Если бы я оказался на твоём месте, то давно бы повесился… 

На следующее утро его нашли повесившимся. Несмотря на мою большую к нему неприязнь, я долго и болезненно переживал эту смерть.

## В религии

### В каббале
Совесть в каббале — это стыд перед людьми и самим собой за свой эгоизм. Ощущение совести, согласно каббале, характеризует наивысшую стадию развития человеческого эгоизма. На этой наивысшей стадии, по учению каббалы, эгоизм начинает ощущать разницу между собой и свойством абсолютного альтруизма, т. н. Творцом. Не ощущая Творца непосредственно, человек сравнивает себя с другими людьми и со своими нравственными критериями, полученными им через воспитание. Существует мнение, что отрыв от Творца — это корень всех страданий в мире, поэтому совесть это самое кошмарное и тягостное переживание человека. И оттого мы склонны подчиняться тем нравственным ценностям, которые нам диктует окружение, жить в соответствии с порядком установленных им приоритетов. Таким образом, совесть присуща только «человеческому уровню», развития эгоизма, когда творение способно чувствовать свойства и качества другого, анализировать и давать качественную оценку разнице свойств. Если альтруистическое поведение человека диктуется только лишь его совестью, то есть определяется другими людьми, а не осознанным стремлением человека к достижению подобия со свойством отдачи — Творцом, то, по мнению адептов каббалы, его поведение социальное, но пока что ещё не духовное.
На современном иврите совесть называется мацпун — от слова цафун — «скрытое», потому что голос совести — внутренний, скрытый глубоко в сознании человека. Кроме того, слово мацпун связано со словом мацпэн («компас»), потому что, подобно компасу, совесть указывает человеку направление, в котором он должен идти. Но в древнем иврите совесть называется мусар клайот, буквально «муки почек». В «Псалмах Давида» (15:7) говорится: «Благословлю Господа, вразумившего меня; даже и ночью учит меня внутренность моя» (дословно: «наставляли (мучили) меня почки мои» — йисруни кильйотай).

## Использование совести в управлении персоналом
К 1967 году в ряде подразделений военизированной охраны Министерства путей сообщения СССР была введена «Книга совести», которая хранилась на видном месте. Провинившийся в чём-либо стрелок, пожарный или младший командир писал в книге объяснение, давал оценку своему поступку и обещание, как впредь будет относиться к служебному долгу. Объяснение зачитывалось перед коллективом.